# DrugBank
DrugBank — база данных лекарственных веществ с химической, фармакологической и фармацевтической информацией, созданной при University of Alberta. База версии 5.1.5, выпущенной 3 января 2020 года, содержит информацию о 13 562 лекарственных веществах, включая:
- 2630 соединений, одобренных FDA;
- 1372 биологических препаратов;
- 131 нутрицевтиков;
- 6369 экспериментальных соединений.

Для 5248 белковых мишеней для лекарственных веществ добавлены их аминокислотные последовательности.
Каждая запись (DrugCard) содержит более 200 полей, из которых более половины являются химическими и фармакологическими данными, другая половина содержит информацию о мишенях действия лекарств.